# Rhynchoconger
Rhynchoconger és un gènere de peixos pertanyent a la família dels còngrids que es troba a l'Índic, el Pacífic, l'Atlàntic occidental i el mar Roig.

## Descripció
- Cos allargat.
- Cap i cos molt més curts que la cua.
- Cua prima.
- L'aleta dorsal s'inicia lleugerament abans de la base de l'aleta pectoral.
- Aleta pectoral molt ben desenvolupada.
- Nariu frontal tubular.
- Dents petites i còniques.[2]

## Taxonomia
- Rhynchoconger ectenurus (Jordan & Richardson, 1909)[3]
- Rhynchoconger flavus (Goode & Bean, 1896)[4]
- Rhynchoconger gracilior (Ginsburg, 1951)[5]
- Rhynchoconger guppyi (Norman, 1925)[6]
- Rhynchoconger nitens (Jordan & Bollman, 1890)[7]
- Rhynchoconger squaliceps (Alcock, 1894)[8]
- Rhynchoconger trewavasae (Ben-Tuvia, 1993)[9][10][11][12][13][14][15]